# Vicki Nelson
Pour les articles homonymes, voir Nelson.
Vicki Nelson (née le 25 septembre 1962) est une joueuse de tennis américaine, professionnelle dans les années 1980. Elle est aussi connue sous son nom de femme mariée, Vicki Nelson-Dunbar.
En 1982, elle a joué le 4e tour à l'US Open (battue par Hana Mandlíková), sa meilleure performance en simple dans une épreuve du Grand Chelem. 
En 1984, à l'occasion du premier tour du Tournoi de Richmond WCT, elle a joué (et gagné) face à Jean Hepner le plus long match de tennis féminin de l'ère Open, en 6 heures 31 minutes (6-4, 7-6), remportant notamment un échange de 643 coups de raquette,. Au cours du jeu décisif (13-11 en 1 heure 47), l'un des points aurait duré... 29 minutes ce qui constitue le record.
Vicki Nelson Dunbar a remporté un titre en simple sur le circuit WTA pendant sa carrière.

## Palmarès

### Titre en simple dames
| No | Date       | Nom et lieu du tournoi    | Catégorie | Dotation | Surface      | Finaliste    | Score    |          |
| -- | ---------- | ------------------------- | --------- | -------- | ------------ | ------------ | -------- | -------- |
| 1  | 08/12/1986 | Brazilian Open, São Paulo |           | 50 000 $ | Terre (ext.) | Jenny Klitch | 6-2, 7-6 | Parcours |

### Finales en simple dames
| No | Date       | Nom et lieu du tournoi           | Catégorie | Dotation | Surface         | Vainqueure       | Score    |          |
| -- | ---------- | -------------------------------- | --------- | -------- | --------------- | ---------------- | -------- | -------- |
| 1  | 18/02/1980 | Avon Futures of Roanoke, Roanoke | Futures   | 7 500 $  | Moquette (int.) | Felicia Hutnick  | 6-2, 7-5 | Parcours |
| 2  | 29/04/1985 | Italian Open, Tarente            |           | 50 000 $ | Terre (ext.)    | Raffaella Reggi  | 6-4, 6-4 | Parcours |
| 3  | 20/07/1987 | OTB Open, Schenectady            |           | 27 500 $ | Dur (ext.)      | Camille Benjamin | 6-2, 6-3 |          |

### Titre en double dames
Aucun

### Finale en double dames
Aucune

## Parcours en Grand Chelem

### En simple dames
| Année | Open d'Australie (janvier) | Open d'Australie (janvier) | Internationaux de France | Internationaux de France | Wimbledon       | Wimbledon        | US Open         | US Open          | Open d'Australie (décembre) | Open d'Australie (décembre) |
| ----- | -------------------------- | -------------------------- | ------------------------ | ------------------------ | --------------- | ---------------- | --------------- | ---------------- | --------------------------- | --------------------------- |
| 1981  | n/a                        | n/a                        | -                        | -                        | -               | -                | 2e tour (1/32)  | Renáta Tomanová  | -                           | -                           |
| 1982  | n/a                        | n/a                        | -                        | -                        | 1er tour (1/64) | Manuela Maleeva  | 4e tour (1/8)   | Hana Mandlíková  | 1er tour (1/32)             | Chris O'Neil                |
| 1983  | n/a                        | n/a                        | 1er tour (1/64)          | Jean Hepner              | 1er tour (1/64) | Andrea Temesvári | 1er tour (1/64) | Kathy Rinaldi    | -                           | -                           |
| 1984  | n/a                        | n/a                        | 2e tour (1/32)           | Lisa Bonder              | 1er tour (1/64) | Amanda Brown     | 2e tour (1/32)  | Lori McNeil      | 1er tour (1/32)             | C. Kohde-Kilsch             |
| 1985  | n/a                        | n/a                        | 2e tour (1/32)           | Gabriela Dinu            | 1er tour (1/64) | Anne Smith       | 1er tour (1/64) | Mercedes Paz     | -                           | -                           |
| 1986  | n/a                        | n/a                        | 2e tour (1/32)           | Laura Garrone            | 1er tour (1/64) | Nathalie Tauziat | 1er tour (1/64) | Rosalyn Fairbank | n/a                         | n/a                         |
| 1987  | 2e tour (1/32)             | Jo Durie                   | 1er tour (1/64)          | Kathy Rinaldi            | 1er tour (1/64) | C. Tanvier       | 1er tour (1/64) | Katerina Maleeva | n/a                         | n/a                         |
| 1988  | 1er tour (1/64)            | Claudia Porwik             | -                        | -                        | -               | -                | -               | -                | n/a                         | n/a                         |

À droite du résultat, l’ultime adversaire.

### En double dames
| Année | Open d'Australie (janvier)    | Open d'Australie (janvier) | Internationaux de France      | Internationaux de France | Wimbledon                    | Wimbledon                | US Open                       | US Open                   | Open d'Australie (décembre) | Open d'Australie (décembre) |
| ----- | ----------------------------- | -------------------------- | ----------------------------- | ------------------------ | ---------------------------- | ------------------------ | ----------------------------- | ------------------------- | --------------------------- | --------------------------- |
| 1981  | n/a                           | n/a                        | -                             | -                        | -                            | -                        | 3e tour (1/8) Kate Gompert    | E. Little Y. Vermaak      | -                           | -                           |
| 1982  | n/a                           | n/a                        | -                             | -                        | 1er tour (1/32) N. Neviaser  | Y. Vermaak Nancy Yeargin | 2e tour (1/16) J. Goodling    | Chris Evert B. J. King    | -                           | -                           |
| 1983  | n/a                           | n/a                        | 1er tour (1/32) Etsuko Inoue  | Y. Brzáková Lea Plchová  | 1er tour (1/32) Lucy Gordon  | L. Antonoplis B. Jordan  | 1er tour (1/32) Pilar Vásquez | Elise Burgin J. Russell   | -                           | -                           |
| 1984  | n/a                           | n/a                        | 1er tour (1/32) J. Harrington | C. Jolissaint M. Mesker  | -                            | -                        | 1er tour (1/32) Etsuko Inoue  | Andrea Leand M. L. Piatek | 2e tour (1/8) C. Benjamin   | Chris Evert W. Turnbull     |
| 1985  | n/a                           | n/a                        | 1er tour (1/32) Jamie Golder  | R. Fairbank Anne Hobbs   | 1er tour (1/32) Jamie Golder | Navrátilová Pam Shriver  | 1er tour (1/32) Jamie Golder  | Iva Budařová M. Skuherská | -                           | -                           |
| 1986  | n/a                           | n/a                        | 1er tour (1/32) J. Goodling   | Neige Dias Pat Medrado   | 1er tour (1/32) J. Goodling  | G. Fernández Robin White | 1er tour (1/32) Kim Steinmetz | C. Benjamin Hu Na         | n/a                         | n/a                         |
| 1987  | -                             | -                          | 1er tour (1/32) M. Gurney     | Steffi Graf G. Sabatini  | -                            | -                        | -                             | -                         | n/a                         | n/a                         |
| 1988  | 1er tour (1/32) Kim Steinmetz | Jenny Byrne J. Thompson    | -                             | -                        | -                            | -                        | -                             | -                         | n/a                         | n/a                         |

Sous le résultat, la partenaire ; à droite, l’ultime équipe adverse.

### En double mixte
N'a jamais participé à un tableau final.

## Classements WTA

### Classements en simple en fin de saison
| Année | 1983 | 1984 | 1985 | 1986 | 1987 | 1988 | 1989 |
| Rang  | 106  | 92   | 79   | 98   | 136  | 285  | 402  |

Source : (en) « Classements de Vicki Nelson », sur le site officiel du WTA Tour

### Classements en double en fin de saison
| Année | 1986 | 1987 | 1988 |
| Rang  | 208  | 146  | 529  |

Source : (en) « Classements de Vicki Nelson », sur le site officiel du WTA Tour